# Теорема Чаплыгина
Теоре́ма Чаплы́гина — теорема существования решения задачи Коши для обыкновенного дифференциального уравнения первого порядка, разрешённого относительно старшей производной. Принадлежит С. А. Чаплыгину (1919 г.). Является одной из теорем метода дифференциальных неравенств.

### Формулировка теоремы
Рассмотрим следующее дифференциальное уравнение первого порядка с начальным условием в точке {\displaystyle x=a}:
| {\displaystyle y'=f(x,y),\quad x\in (a,b],} | (1.1) |

| {\displaystyle y(a)=y^{a}.} | (1.2) |

Чтобы сформулировать теорему Чаплыгина для задачи (1.1—1.2), понадобится ряд определений.
Определение.  Нижним и верхним (барьерными) решениями задачи (1.1—1.2) называются соответственно функции {\displaystyle {\underline {\omega }}(x)} и {\displaystyle {\overline {\omega }}(x)}, принадлежащие {\displaystyle C^{1}[a,b]}, и такие, что
| {\displaystyle 1)\ {\underline {\omega }}(a)<y^{a}<{\overline {\omega }}(a),} | (2.1) |

| {\displaystyle 2){\begin{array}{c}{\underline {\omega }}'(x)<f(x,{\underline {\omega }}(x)),\\[.5ex]{\overline {\omega }}'(x)>f(x,{\overline {\omega }}(x)),\end{array}}\ \forall x\in [a,b].} | (2.2) |

Определение. Классическим решением задачи (1.1—1.2) называется функция {\displaystyle y(x)}, принадлежащая {\displaystyle C^{1}(a,b]\cap C[a,b]} и удовлетворяющая уравнению (1.1) при каждом {\displaystyle x\in (a,b]} и начальному условию (1.2).
Теорема (Чаплыгина). Пусть существуют такие нижнее {\displaystyle {\underline {\omega }}(x)} и верхнее {\displaystyle {\overline {\omega }}(x)} решения задачи (1.1—1.2), что
| {\displaystyle \ f(x,y)\in C({\mathfrak {B}}),} | (3.1) |

где {\displaystyle {\mathfrak {B}}\equiv [a,b]\times [{\underline {\omega }}(x),{\overline {\omega }}(x)]}. Тогда на отрезке {\displaystyle [a,b]} существует по крайней мере одно классическое решение {\displaystyle y(x)} задачи (1.1—1.2), и для каждого решения этой задачи и любого {\displaystyle x\in [a,b]} справедливо:
| {\displaystyle {\underline {\omega }}(x)<y(x)<{\overline {\omega }}(x).} | (3.2) |